# Gnamptogenys insularis
Gnamptogenys insularis is een mierensoort uit de onderfamilie van de Ectatomminae. De wetenschappelijke naam van de soort is voor het eerst geldig gepubliceerd in 2002 door Lattke.